# О’Брайан, Рональд Кларк
Рональд Кларк О’Брайан (англ. Ronald Clark O'Bryan; 19 октября 1944 — 31 марта 1984) — американец, осуждённый за убийство своего восьмилетнего сына в Хэллоуинскую ночь 1974 года с помощью цианида калия, добавленного в конфеты (Pixy Stix), которые якобы взяли при традиционном сборе конфет. Он отравил своего сына с целью получения денег в размере 31 тыс. долларов с жизненной страховки мальчика, чтобы облегчить свои финансовые трудности, так как его долг составлял по разным данным от 20 до 100 тыс. долларов. О’Брайан также выдал отравленные конфеты своей дочери и трём другим детям в попытке скрыть свою вину в преступлении. Однако ни его дочь, ни другие дети не съели отравленные конфеты. Он был осуждён за умышленное убийство в июне 1975 года и приговорён к смертной казни. Спустя 9 лет его казнили, введя смертельную инъекцию в конце марта 1984 года.

## Прошлое
О’Брайан жил со своей женой Дайнин в Дир-Парке, Техас. У пары было два ребёнка: сын Тимоти (5 апреля 1966 — 31 октября 1974) и дочь Элизабет (род. в 1969). Рональд работал оптиком в Шарпстаун, Хьюстон и страховым агентом, был дьяконом во Второй Баптистской Церкви, где пел в хоре и управлял местной автобусной программой.

## Смерть Тимоти О’Брайана
31 октября 1974 года О’Брайан взял своих двух детей и двух детей своего соседа на традиционный сбор сладостей в соседний город Пасадина. После неудачной попытки получить сладости от жильцов одного из домов дети не захотели ждать и направились к следующему дому, пока Рональд остался ждать у двери. Позже он пересёкся с детьми и вручил им по одной конфете Pixy Stix, сказав, что если бы они подождали, то обязательно получили бы сладости. Под конец вечера пятую конфету он вручил мальчику, который часто ходил в церковь. Перед сном Тимоти попросил отца съесть какую-нибудь конфету из тех, что он насобирал, и он выбрал ту, которую вручил ему ранее Рональд. После того, как мальчик попробовал сладость, он пожаловался родителям на отвратительный вкус. О’Брайан дал сыну другую сладость под названием Kool-Aid, чтобы перебить вкус. Потом мальчик начал жаловаться на боли в животе и он убежал в ванную, испытывая рвоту и конвульсивный припадок. О’Брайан позже уверял, что в тот самый момент он держал ребёнка на руках и тот постепенно умирал в них. Тимоти умер по пути в больницу.
Новость о смерти ребёнка быстро разлетелась в городке, вызвав панику у родителей. Множество родителей отдали полицейским все конфеты, которые насобирали их дети, боясь, что они отравленные. Полиция не сразу заподозрила О’Брайана в преступлении, пока не выяснилось, что в конфетах, который мужчина дал детям, была двойная смертельная доза цианида калия. Четыре из пяти врученных сладостей были у полицейских, никто из детей данных конфет не ел. Родители пятого ребёнка были в истерике, не зная происхождения конфеты, пока им не позвонили полицейские. Родители побежали на второй этаж в комнату сына, застав его спящим с невредимой сладостью. Мальчик просто не смог открыть упаковку из-за скрепки. Все пять Pixy Stix были открыты в районе первых пяти сантиметров и наполнены цианидом калия, а затем закреплены скрепками. Исследование показало, что доза, которую употребил Тимоти, могла без проблем убить двух взрослых людей.
О’Брайан сразу же проинформировал полицию о том, что не помнил, в каком доме ему вручили сладости. Полиция посчитала его оправдывания подозрительными, потому что Рональд и его сосед прошли со своими детьми только две улицы, так как позже начался дождь. Их подозрения выросли, когда они узнали, что ни одни хозяева не вручали детям Pixy Stix. После прохода с полицией по улицам трижды О’Брайан провёл их к дому, хозяин которого не открыл дверь. Рональд сообщил, что он вернулся к дому, повторяя попытку получить сладостей, и хозяин, не включая свет, еле отворил дверь и вручил ему горсть сладостей. Он также сказал, что видел только руку, описав её «волосатой». Дом принадлежал мужчине под именем Кортни Мелвин. В тот вечер этот мужчина вернулся домой не ранее 11 вечера. Полиция предъявила обвинения Мелвину, в то время как более двухсот людей подтвердили, что тот был на работе.
Проведя расследование, полицейские выяснили, что Рональд О’Брайан имел долг в размере 100 тыс. долларов (эквивалентно 520 тыс. долларам в 2019 г.) и не был способен продержаться на работе. За 10 лет он сменил 21 профессию. Также во время ареста он был подозреваемым в краже на его рабочем месте и был близок к увольнению. Он почти лишился машины и семейного дома. Полиция обнаружила, что О’Брайан застраховал жизни своих детей за месяц до смерти Тимоти, каждый ребёнок «оценивался» в 20 тыс. долларов (эквивалентно 103 744 долларам в 2019 г.), а затем ещё один страховой полис на двух своих детей, что к концу привело к 60 тыс. долларам. Жена Рональда сообщила полиции, что не имела ни малейшего понятия о страховках. Полиции стало известно, что на следующее утро после смерти сына Рональд позвонил в 9 утра в страховую компанию сообщить о том, что он хотел бы забрать часть денег. Следующим подтверждением причастности мужчины к убийству стал факт его желания приобрести цианид в Хьюстоне незадолго до Хэллоуина, однако он уехал с пустыми руками, узнав, что минимальное количество покупки составляло 5 фунтов.
Полиция заподозрила О’Брайана в отравлении сладостей с целью убийства своих же детей и получения денег со страховки на их жизни. Также была выдвинута теория о том, что он дал другим детям конфеты, чтобы его не заподозрили. Полиция допрашивала Рональда, но тот настаивал на своей невиновности.

## Обвинения и приговор
Несмотря на то, что полиция так и не узнала, когда и где О’Брайан приобрёл яд, он был арестован за убийство Тимоти 5 ноября 1974 года. Его обвинили в совершении одного умышленного убийства и четырёх попытках умышленного убийства. О’Брайан настаивал на своей невинности во время всех пяти обвинений. Слушание дела Рональда началось 5 мая 1975 года. Во время заседания суда химик, который был знаком с Рональдом, подтвердил, что тот спрашивал у него, какое количество цианида калия должно привести к летальному исходу. Продавец в аптеке также подтвердил о цели О’Брайана приобрести цианид. Друзья и знакомые Рональда утверждали, что мужчина за несколько месяцев до трагической гибели сына активно обсуждал с ними цианид и создавал впечатление, будто он хотел совершить убийство. Родственники жены О’Брайана сообщили судье о том, что в день похорон Тимоти обвиняемый обсуждал, как он воспользуется деньгами с полиса мальчика, как он мечтает о длинном путешествии, а также приобретении различных товаров. О’Брайан все так же настаивал на том, что он непричастен к смерти сына. Его аргументы были основаны на старой местной легенде о сумасшедшем заключённом, который вручает на Хэллоуин конфеты с ядом или иглами внутри, а также яблоки в карамели со вставленными лезвиями.
Случай привлёк внимание всех Штатов Америки, и пресса обрекла О’Брайана «Конфетником» (англ. Candyman).
3 июня 1975 года жюри понадобилось лишь 46 минут, чтобы признать Рональда виновным в умышленном убийстве и четырёх попытках умышленного убийства. Жюри ещё понадобилась 71 минута, чтобы приговорить его к смерти. Сразу после заключения преступника его жена подала на развод. Позже она повторно вышла замуж и её второй муж воспитывал Элизабет.

## Казнь
Рональд О’Брайан был заключён в отделение Ханствилла, штат Техас. По словам Кэрролла Пикетта, бывшего капеллана, работавшего в Департаменте уголовного правосудия Техаса, О’Брайан был осуждён, презираем его сокамерниками и абсолютно лишён друзей. Сообщается, что заключённые организовали демонстрацию в день казни О’Брайана, чтобы выразить свою ненависть к нему.
Первая дата казни была назначена на 8 августа 1980 года. Его адвокат успешно добился отсрочки казни. Второй датой казни стало 25 мая 1982 года, но эта дата также была отложена. Судья Майкл Макспадден назначил третью дату казни на 31 октября 1982 года, в восьмую годовщину преступления, и он предложил лично отвести О’Брайана в камеру смерти. Это был первый случай казни смертельной инъекцией в Техасе. Верховный суд ещё раз отложил дату, чтобы дать убийце возможность подать апелляцию в поисках нового судебного разбирательства. Четвёртая дата казни состоялась 31 марта 1984 года, адвокат преступника добивался отмены наказания и настаивал на его жестокости. Суд настоял на своём, и вскоре после полуночи 31 марта 1984 года О’Брайан был казнён введением смертельной инъекции в Хантсвиллском отделении. В своих прощальных словах Рональд ещё раз заявил о своей невиновности, добавив, что считает смертную казнь неправильной. Он также сказал: «Я прощаю всех — и я имею в виду всех — тех, кто был причастен к моей смерти. Бог благословит вас всех, и пусть лучшие Божьи благословения всегда будут вашими». Во время казни толпа из 300 демонстраторов собралась возле тюрьмы, аплодируя, а некоторые кричали: «Кошелёк или жизнь!». Другие осыпали противников смертной казни конфетами.
Рональд О’Брайан похоронен в Forest Park East Cemetery в Уэбстере, Техас. Его сын Тимоти похоронен в Forest Park Lawndale Cemetery в Хьюстоне.